# Данило Виговський (мінський каштелян)
Даніель Костянтинович Виговський (?—1740)(Конюший великий литовський)  Маршалок, граф, Імперський ,Знать Поморська,  Смоленський депутат на надзвичайний сейм 1712 р. та надзвичайний сейм (з межами) 1712/1713 рр.     політичний  діяч Великого князівства Литовського. Представник українського православного шляхетського роду Виговських гербу Абданк, Деякі представники з часом перейшли в католицтво.

## Життєпис
Даніель Виговський — представник давнього українського шляхетського роду Виговських гербу Абданк, родове прізвище якого походить від поселення Вигів (тоді Овруцького повіту Київського воєводства, нині Коростенського району Житомирської області). Батько — Костянтин Виговський, київський войський[джерело?], пан на Лисянці.  Матір — дружина батька Раїна (Регіна) Мещерська (Мещерина). Данило мав шість братів та одну сестру.
Посол на конвокаційний сейм 1696 року від Вількомирського повіту. 1720 року продав Станіславові Любомирському Соколівку.
Уряди (посади): чашник київський (1690-1704), конюший великий литовський (призначений Станіславом Лещинським) (1707-1709, хоча вживав цей титул ще в 1712 р.), маршалок двору найсвітлішої королеви Катажини, мінський каштелян з 19 лютого 1713 року, <<після смерті Міхала Щуки>> староста Несвізький, Візненський, Севежський і Шиманський,  Неборовський, Реклинський і Велятицький  (Віленське воєводство), посади отримав «цесією» від Казимира Яна Сапеги 16 червня 1701 року.
Дружина — княжна Тереза Друцька-Любецька або Тереза Друцька-Соколинська[джерело?]. Мав доньку Рахель Терезу (Рахелю; 15 лютого 1694, Мінськ — 23 листопада 1739, Вільно), яка 1712 року в Мінську стала дружиною дорсунського старости князя Кароля Огінського (бл.1690—1716) а після його смерті стала в 1717 році дружиною троцького каштеляна Антонія Казимира Сапеги.

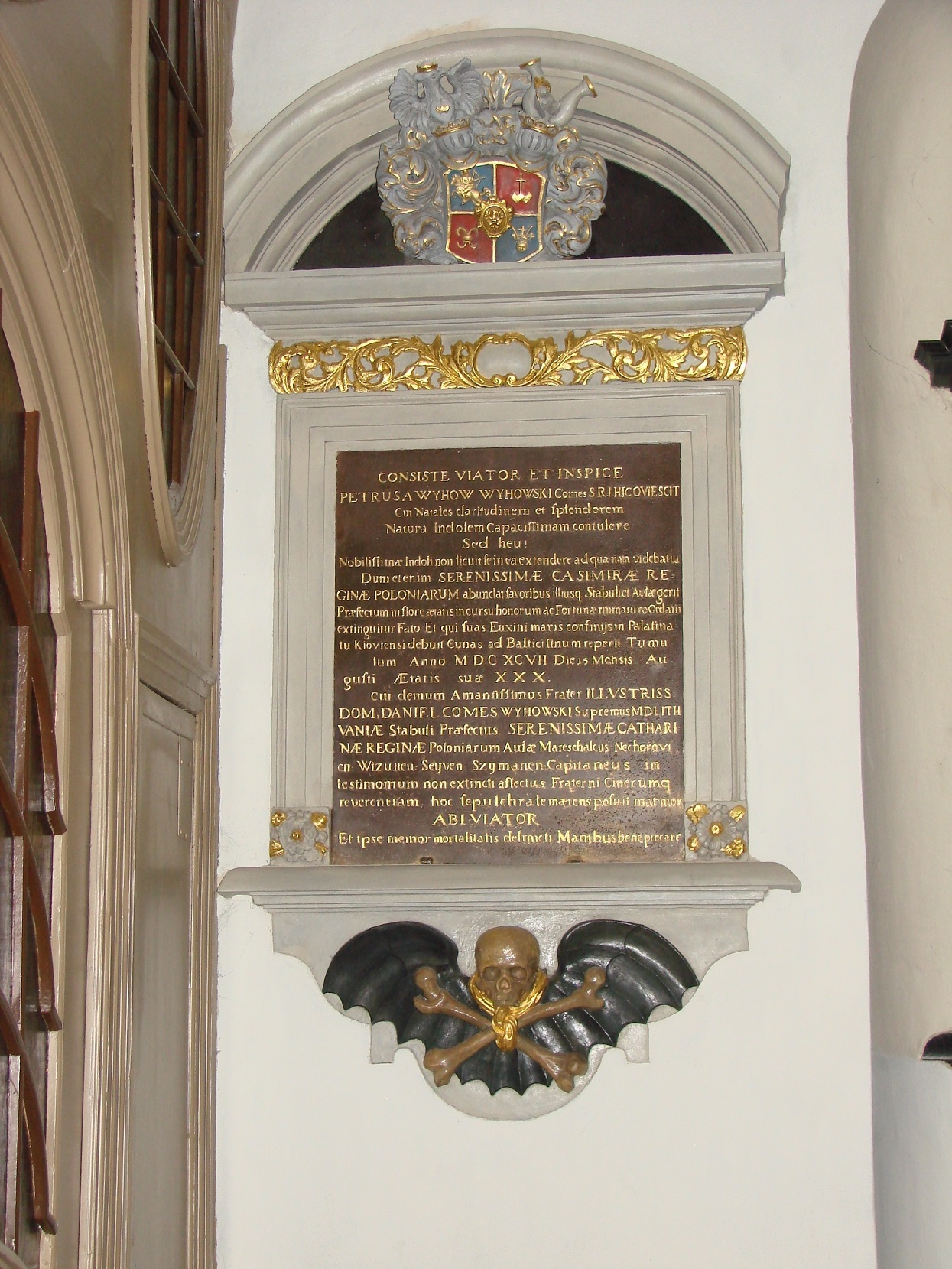
Даніель з поваги до брата поставив цей надгробок

Текст напису з латини має такий переклад: «Зупинися, перехожий, і подивись! Тут покоїться Петро з Вигова Виговський, граф Священної Римської імперії, походження якого дало йому славу та гідність, а природа наділила його найвідповіднішим характером. Але що ж?! Найблагороднішій здатності не дали розвинутися так, як вона могла. Бо коли він користується прихильністю Казимири, найпрекраснішої королеви Польщі, і керує її конюшнею та двором, обіймаючи послідовні посади в розквіті сил, він помирає в Ґданську через передчасний ірон долі та той, хто завдячував своїм початком місцевості на Чорній Мочі в Київській губернії знаходить могилу біля моря Балтійського 15 серпня 1697 року у віці 30 років. Його найлюбіший брат, його величність, граф Данило Виговський, останній конюший Великого Князівства Литовського, маршалок двору найсвітлішої королеви польської Катаржини, староста Нєсвезький, Візненський, Севежський і Шиманський, на свідоцтво невмирущої братерської любові і з поваги до праху поставив скорботний цей мармуровий надгробок. Геть, перехожий! І пам'ятаючи, що ти смертний, помолися над прахом покійного»